# Гэгэтуй
Гэгэ́туй (бур. Гэгээтэ) — улус в Джидинском районе Бурятии. Административный центр сельского поселения «Гэгэтуйское».

## География
Улус расположен у южного подножия хребта Малый Хамар-Дабан к западу от речки Гэгэтуй (левый приток Джиды), в 9 км северо-западнее районного центра — села Петропавловка. В 3 км южнее селения проходит региональная автодорога Р440 Гусиноозёрск — Закаменск.

## История
Первые упоминания о местности Гэгэтуй появляются в письменных источниках в начале XIX века в связи с основанием Сартул-Гэгэтуйского дацана. Как улус Гэгэтуй образовался приблизительно в 1910-е годы. В 1931 году в селе открылась школа крестьянской молодежи.

## Население
| 2002 | 2010  |
| ---- | ----- |
| 1211 | ↗1253 |

## Инфраструктура
Средняя общеобразовательная школа, детский сад, Дом культуры, библиотека, фельдшерско-акушерский пункт, администрация сельского поселения.

## Достопримечательности
- Сартул-Гэгэтуйский дацан
- Священная гора Баян-Баабай
- Минеральный источник — аршан
- Памятник герою гражданской войны Чулуу Раднаеву
- Народный ансамбль песни и танца "Баяр"